# Kołacz (województwo zachodniopomorskie)
Kołacz (niem. Kollatz) – wieś w Polsce położona w województwie zachodniopomorskim, w powiecie świdwińskim, w gminie Połczyn-Zdrój, na Pomorzu Zachodnim. Ok. 0,7 km na północ znajduje się Jezioro Kołackie, a na wschodzie Kołacza Góra. W 2011 roku liczba mieszkańców we wsi Kołacz wynosiła 696.
We wsi znajduje się wielofunkcyjne lądowisko, zarządzane przez Nadleśnictwo Połczyn.

## Historia
Lenno znanego rodu pomorskiego Manteufflów. Wieś wywodzi swoją przeszłość od istniejącego już w XVII w. folwarku. Majątek nie zmieniał właścicieli aż do 1945 r..
W latach 1954–1957 wieś należała i była siedzibą władz gromady Kołacz, po jej zniesieniu w gromadzie Połczyn-Zdrój.

## Zabytki
- kościół pw. św. Karola Boromeusza. Zbudowany w XVII-XVIII w.[5], szachulcowy, poświęcony 15.08.1951, obiekt zabytkowy - nr rej. 482 z 14.05.1963 r. Należy do parafii Popielewo, dekanatu Połczyn-Zdrój, diecezji koszalińsko-kołobrzeskiej, metropolii szczecińsko-kamieńskiej.
- park pałacowy

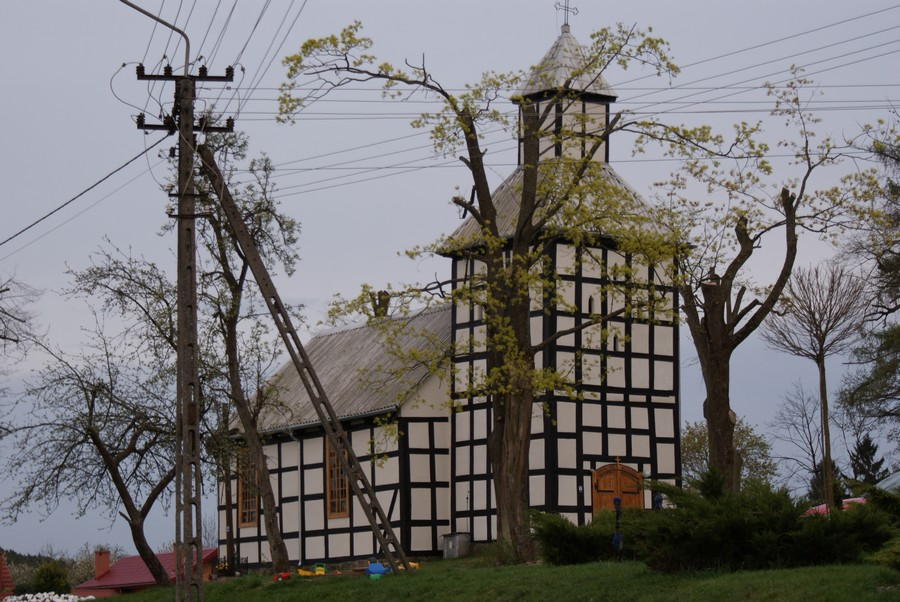
Kościół św. Karola Boromeusza
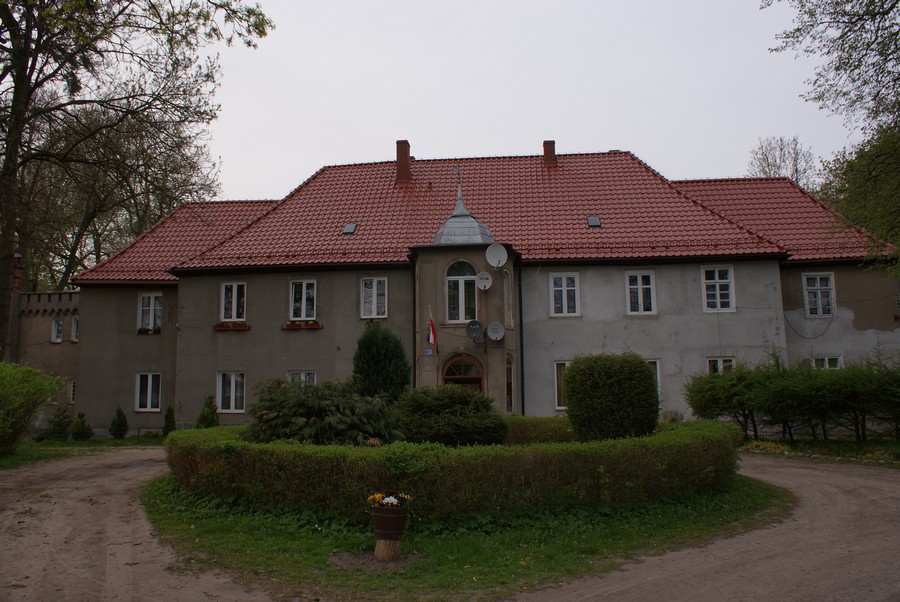
Dwór Manteufflów